# Гюль, Гёкхан
Гёкхан Гюль (тур. Gökhan Gül; род. 17 июля 1998, Кастроп-Рауксель, Северный Рейн-Вестфалия) — турецкий футболист, опорный полузащитник клуба «Касымпаша».

## Клубная карьера
Гюль — воспитанник клубов «Хабингхорст», «Арминия Икерн» и «Бохум». 26 ноября 2016 года в матче против дрезденского «Динамо» он дебютировал во Второй Бундеслиге в составе последнего. В начале 2017 года Гюль перешёл в дюссельдорфскую «Фортуну». 30 апреля в матче против «Ганновер 96» он дебютировал за новую команду. В 2019 году игрок на правах аренды перешёл в «Веен». 26 января в матче против «Энерги» он дебютировал за новую команду. 3 февраля в поединке против ростокской «Ганзы» Гёкхан забил свой первый гол за «Веен».
Летом 2021 года Гюль перешёл в турецкий «Генчлербирлиги». 12 сентября в матче против «Анкарагюджю» он дебютировал в Первой лиге Турции. 24 октября в поединке против «Коджаэлиспора» Гёкхан забил свой первый гол за «Генчлербирлиги».
Летом 2023 года Гюль подписал контракт с клубом «Касымпаша». 12 августа в матче против «Анкарагюджю» он дебютировал в турецкой Суперлиге. 23 января 2024 года в поединке против «Пендикспора» Гёкхан забил свой первый гол за «Касымпашу».

## Международная карьера
В 2015 году Гюль в составе юношеской сборной Германии завоевал серебряные медали юношеского чемпионата Европы в Болгарии. На турнире он сыграл в матчах против команд Бельгии, Чехии, Словении, Испании, России и Франции.
В том же году Гуль принял участие в юношеском чемпионате мира в Чили. На турнире он сыграл в матчах против команд Австралии, Аргентины, Мексики и Хорватии.
В 2016 году в составе юношеской сборной Германии Гюль принял участие в домашнем юношеском чемпионате Европы. На турнире он сыграл в матчах против Нидерландов, Италии, Португалии и Австрии. В поединке против австрийцев Гёкхан забил гол.
В 2017 году Гюль во второй раз принял участие в юношеском чемпионате Европы в Грузии. На турнире он сыграл в матчах против команд Нидерландов, Болгарии и Англии.